# Hollebeke
Hollebeke är en ort i Belgien.   Den ligger i provinsen Västflandern och regionen Flandern, i den västra delen av landet, 100 km väster om huvudstaden Bryssel. Hollebeke ligger 39 meter över havet och antalet invånare är 714.
Terrängen runt Hollebeke är platt. Runt Hollebeke är det ganska tätbefolkat, med 222 invånare per kvadratkilometer.. Närmaste större samhälle är Ypern, 6,2 km nordväst om Hollebeke.
Trakten runt Hollebeke består till största delen av jordbruksmark.